# Модельний організм

електронний мікрознімок групи клітин E. coli.

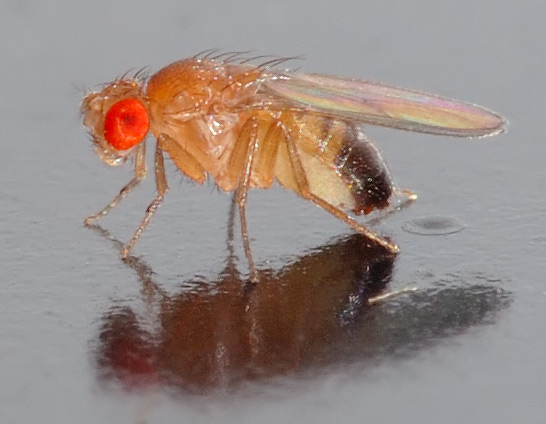
Drosophila melanogaster, один з найвідоміших об'єктів біологічних експериментів.

Моде́льні органі́зми — види, що інтенсивно вивчаються з метою зрозуміти певні біологічні явища, очікуючи, що відкриття, зроблені в модельному організмі, забезпечать прогрес у дослідженнях інших організмів. Зокрема, модельні організми широко використовуються для дослідження потенційних причин і лікування  хвороб людини, коли експерименти на людях були б нездійсненними або неетичними. Ця стратегія є можливою завдяки спільному походженню всіх живих організмів і збереженню метаболічних шляхів, шляхів розвитку і генетичного матеріалу в процесі еволюції.

## Виноски
1. ↑   Fox, Michael Allen (1986). The Case for Animal Experimention: An Evolutionary and Ethical Perspective. Berkeley and Los Angeles, California: University of California Press. ISBN 0-520-05501-2.